# Desulfitobacterium chlororespirans
Desulfitobacterium chlororespirans è una specie di batterio appartenente alla famiglia delle Peptococcaceae.